# Johan Lannefors
Johan Lannefors, född 24 oktober 1976, en svensk friidrottare (sprinter). Han tävlade för Västerås FK. 